# Quatre Chemises blanches
Pour plus de détails, voir Fiche technique et Distribution.
Quatre Chemises blanches (Elpojiet dzili ou Četri balti krekli) est un film soviétique réalisé par Rolands Kalniņš, sorti en 1967. Le film est adapté de la pièce de théâtre Trīspadsmitā de Gunārs Priede. En avril 2018, une version restaurée du film a été incluse dans le prestigieux programme Cannes Classics du Festival de Cannes.

## Fiche technique
- Titre original : Elpojiet dzili ou Četri balti krekli
- Titre français : Quatre Chemises blanches
- Réalisation : Rolands Kalniņš
- Scénario : Gunārs Priede d'après sa pièce
- Photographie : Miks Zvirbulis
- Second réalisateur : Varis Brasla
- Musique : Imants Kalniņš
- Pays d'origine : URSS
- Genre : drame
- Durée : 73 minutes
- Date de sortie : 1967

## Distribution
- Uldis Pūcītis : Cezars Kalnins
- Dina Kuple : Anita Sondore
- Līga Liepiņa : Bella
- Arnolds Liniņš  : Miervaldis Tralmaks
- Pauls Butkēvičs : Ralfs